# Martin Samuel Kobb
Martin Samuel Kobb, född 7 januari 1786 i Helsingborg, död 1862, var en svensk köpman.
Han föddes som son till hattmakaren Andreas Kobb i Helsingborg och Maria Elisabeth Lydén. Han startade teföretaget Kobbs i Göteborg år 1809, och tog över verksamhet från Ostindiska kompaniet. Far till August Kobb.